# Кесериб
Кесери́б (арч. Къесера) — село в Чародинском районе Дагестана, в 34 км к юго-востоку от с. Цуриб. Входит в сельсовет Арчибский.

## Население
| 1926 | 1939 | 1970 | 1989 | 2002 | 2010 | 2021 |
| ---- | ---- | ---- | ---- | ---- | ---- | ---- |
| 76   | ↘62  | ↗70  | ↗108 | ↗136 | ↘82  | ↗129 |